# Гришмановский, Юрий Сергеевич
Юрий Сергеевич Гришмано́вский (1920—2005) — советский, российский актёр театра и кино, заслуженный артист Карельской АССР (1965), Заслуженный артист РСФСР (1969), Народный артист Карельской АССР (1982), Народный артист Российской Федерации (1998).

## Биография
Родился в рабочей семье.
Учился в актёрской школе «Ленфильма», работал киноактёром.
В 1942 году был эвакуирован с «Ленфильмом» из блокадного Ленинграда в Алма-Ату, где закончил в 1946 году Всесоюзный государственный институт кинематографии (курс О. И. Пыжовой и Б. В. Бибикова).
В 1946—1959 годах — актёр «Ленфильма», ансамбля комедии «Ленгосэстрады», драматического ансамбля под руководством Георгия Мнацаканова при Карельской филармонии.
С 1959 года — ведущий актёр Музыкально-драматического театра Карельской АССР.
Театральные роли
Острохарактерный комедийный актёр, Юрий Гришмановский сыграл более 200 ролей в театре:
- Лыняев («Волки и овцы» А. Островский)
- Сердюк («Иркутская история» А. Арбузов)
- Шпинатов («Опаснее врага» Д. Аль, Л. Раков)
- дед Щукарь («Поднятая целина» М. Шолохов)
- Пичем («Трёхгрошовая опера» Б. Брехт)
- Белый клоун («Бал воров» Ж. Ануй)
- Земляника («Ревизор» Н. Гоголь)
- Сэмюэл Пиквик («Сэмюэл Пиквик и другие» Ч. Диккенс)
- Расплюев («Свадьба Кречинского» А. Сухово-Кобылин)
- Гастрит («Вечер» А. Дударев)
- Понтий Пилат и Азазелло («Мастер и Маргарита» М. Булгаков)
- Вилли Кларк («Бродвейский блюз» Н. Саймон)
- Рэджи («Квартет» Р. Харвуд)
- миллионер («Цилиндр» Э. де Филиппо)

и другие.
Фильмография
- историк (х/ф «Особое мнение», режиссёр Виктор Жилин, 1967)

Режиссёр-постановщик
- «Человек со звезды» К. Виттлингер
- «Мой бедный Марат» А. Арбузов
- «Мы — молодая гвардия» А. Фадеев
- «Уходил старик от старухи… » С. Злотников
- «Как поссорились Иван Иванович с Иваном Никифоровичем» Н. Гоголь
- «Мёртвые души» Н. Гоголь
- «Сон смешного человека» Ф. Достоевский

## Семья
Жена — Ирина Гридчина (1920—2008) — певица, заслуженная артистка РСФСР, профессор Петрозаводской консерватории.